# Pierre de Laudun d’Aigaliers
Pierre de Laudun d'Aigaliers (* 1575; † 1629) war ein französischer Dichter und Verfasser einer Poetik.

## Leben und Werk
Pierre de Laudun stammte aus Aigaliers (zwischen Nîmes und Alès). Er erfuhr Förderung durch seinen Onkel Robert de Laudun, Almosenier des Königs und Prinzipal des Collège de Narbonne von Toulouse, durch den Herzog von Uzès, durch Henri II. de Bourbon, prince de Condé, durch das Haus Joyeuse und durch François Rousset, Bischof von Uzès. Der an der Universität Toulouse rechtswissenschaftlich promovierte Laudun starb 1629 im Alter von 54 Jahren an der Pest.
Laudun veröffentlichte Dichtung, zuvor jedoch eine Dichtungslehre, in der er sich, obwohl aus der Schule von Ronsard stammend, als dessen Kritiker erweist. Seine Doktrin empfiehlt grammatische Korrektheit, Orientierung an der Allgemeinverständlichkeit der Bilder und Worte und verurteilt Neologismen und Dialektalismen. Damit wurde er zum Vorläufer von Malherbe und zum (wenig bekannten) Wegbereiter der Klassik.

## Werke (Auswahl)
- L'art poétique français. 1593.
  - (kritische Ausgabe) Joseph Dedieu (Hrsg.), Toulouse 1909. Slatkine, Genf 1969.
- Les Poésies. 1596.
- La Franciade de Pierre de Laudun, sieur d'Aigaliers. Du Brueil, Paris 1604.